# حسن بریجانی
حسن بریجانی (سوئدی: Hassan Brijany؛ زادهٔ ۱۲ آوریل ۱۹۶۱) بازیگر ایرانی‌الاصل اهل سوئد بود. وی در تاریخ ۲۲ ژوئیه ۲۰۲۰ برابر با یکم مرداد ماه سال ۹۹ خورشیدی درگذشت.
از فیلم‌ها یا برنامه‌های تلویزیونی که وی در آن نقش داشته‌است می‌توان حادثه قریب‌الوقوع اشاره کرد.
وی در سال ۲۰۰۷ میلادی، برندهٔ «جایزه گلدباگ» برای «بهترین بازیگر نقش مکمل مرد» شد.